# Курета жовтогорла
Куре́та жовтогорла (Nephelomyias ochraceiventris) — вид горобцеподібних птахів родини тиранових (Tyrannidae). Мешкає в Перу і Болівії.

## Поширення і екологія
Жовтогорлі курети мешкають на східних схилах Анд від північного Перу (на північ і схід від Мараньйону) до північно-західної Болівії. Вони живуть в кронах вологих гірських тропічних лісів, на узліссях та у високогірних чагарникових заростях. Зустрічаються на висоті від 2200 до 3500 м над рівнем моря (переважно на висоті від 2500 до 3400 м над рівнем моря).